# Église Saint-Brice de Beuzeville-au-Plain
L'église Saint-Brice de Beuzeville-au-Plain est un édifice catholique qui se dresse sur le territoire de l'ancienne commune française de Beuzeville-au-Plain, dans le département de la Manche, en région Normandie. L'édifice est inscrit au titre des monuments historiques.

## Localisation
L'église Saint-Brice est située à Beuzeville-au-Plain, au sein de la commune nouvelle de Sainte-Mère-Église, dans le département français de la Manche.

## Description
Les baies seraient de la fin du XIIIe ou du tout début du XIVe siècle et un fragment de vitrail (XIIe siècle ?) représentant un ecclésiastique avec sa crosse serait l'un des plus vieux de Normandie. Le chœur est de la fin du XIIIe siècle et les voûtes ont été refaites au XVIe.

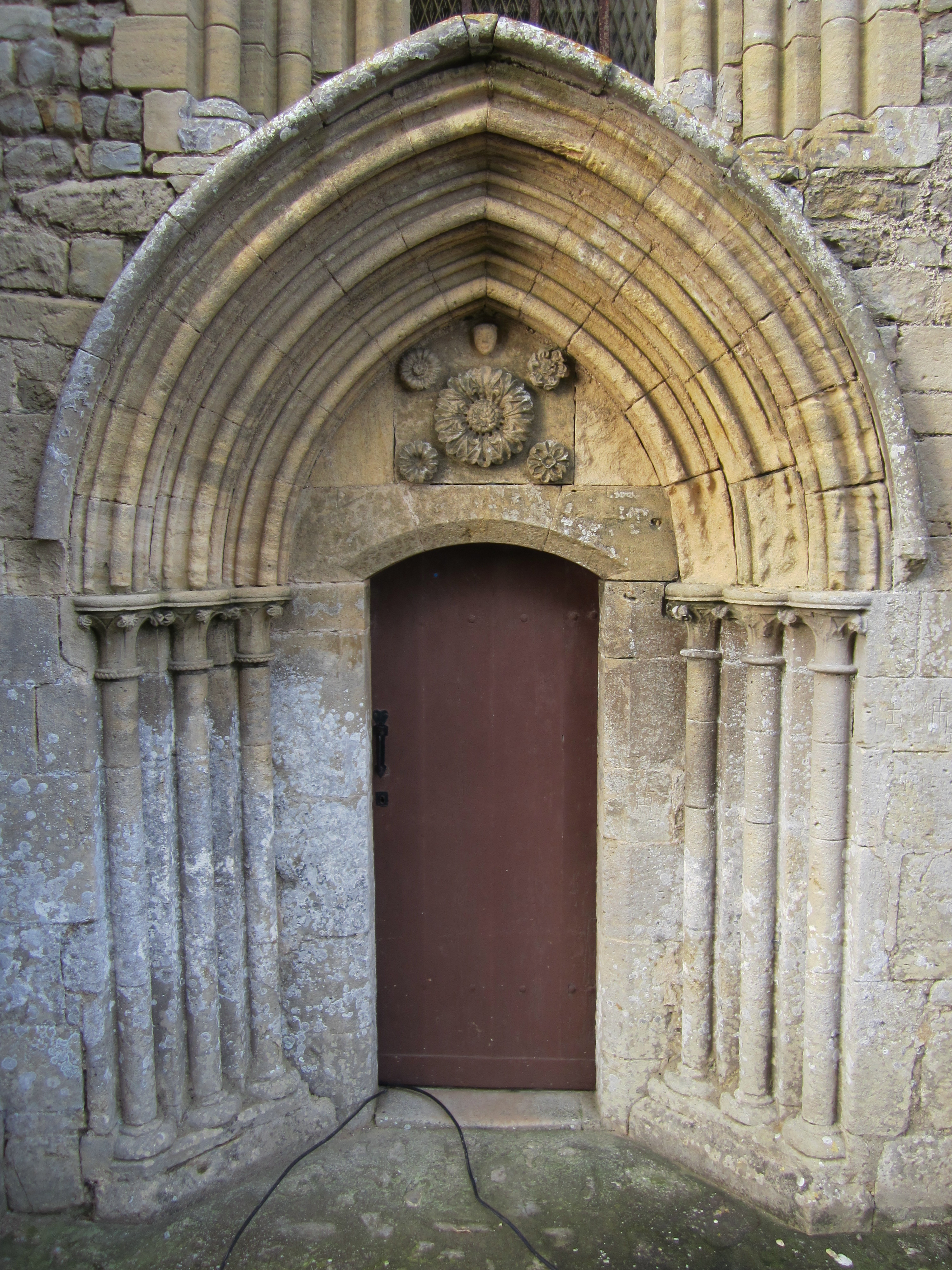
Le portail méridional.
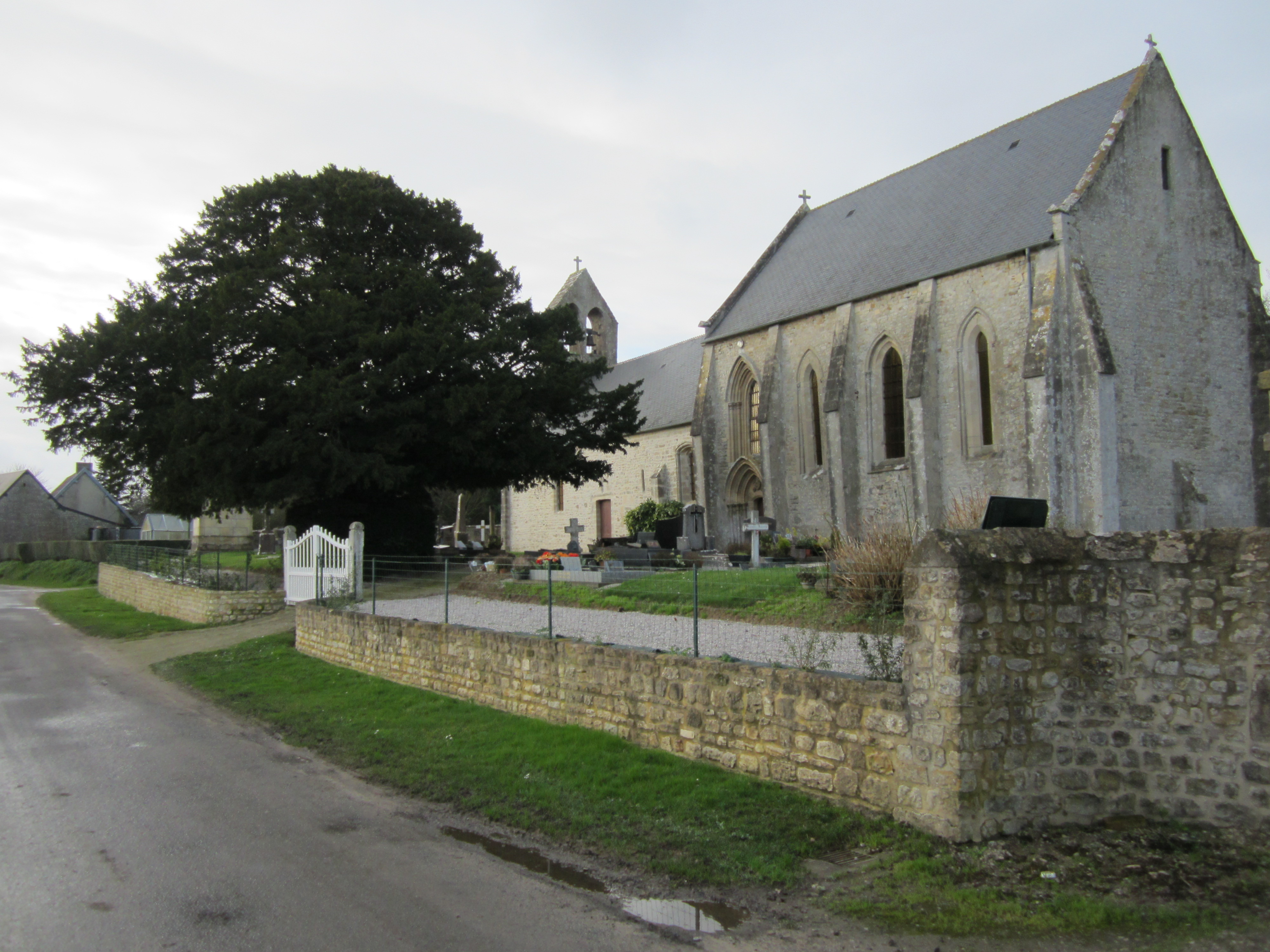
Vue orientale.
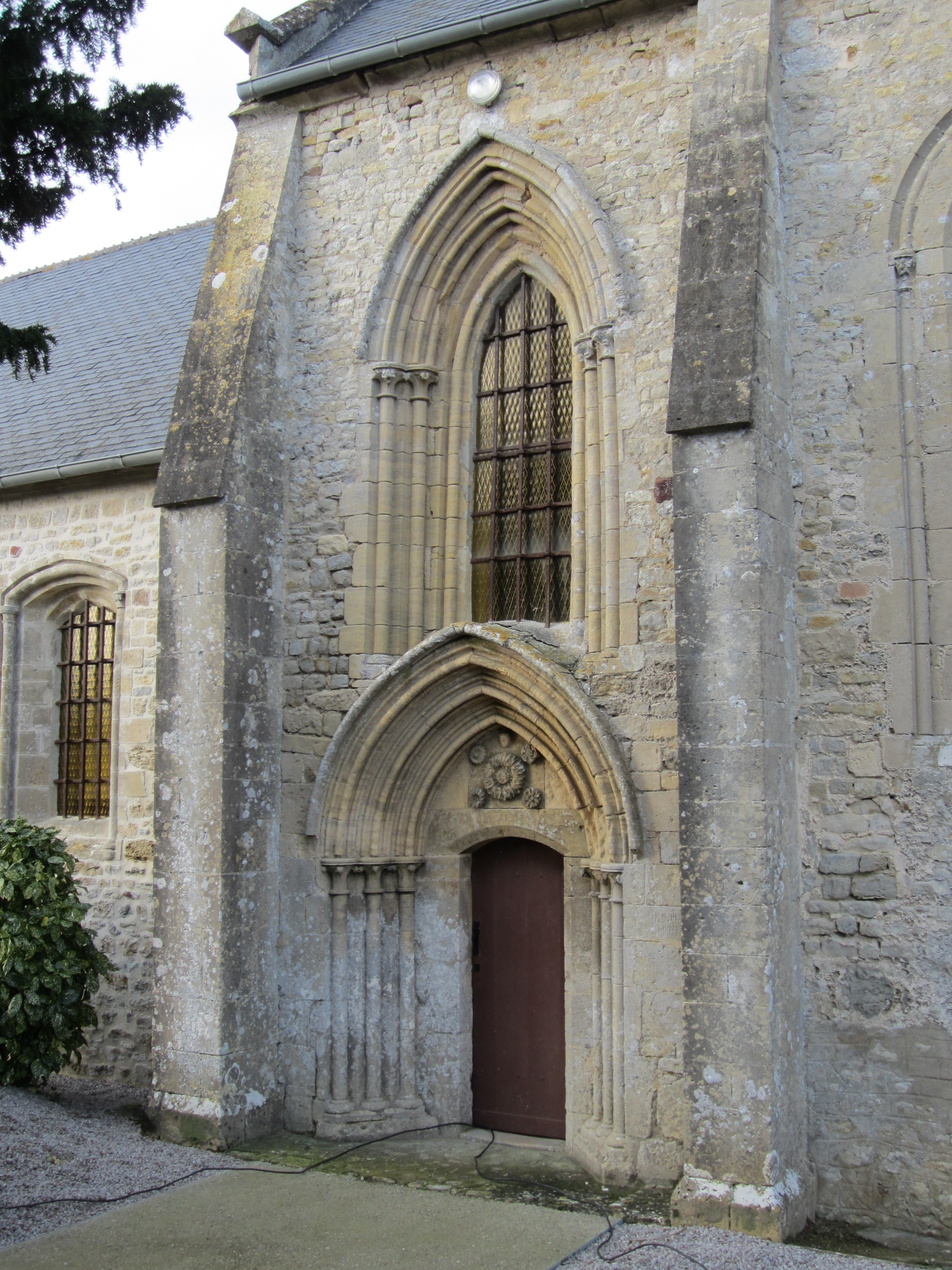
Détail de la façade méridionale.
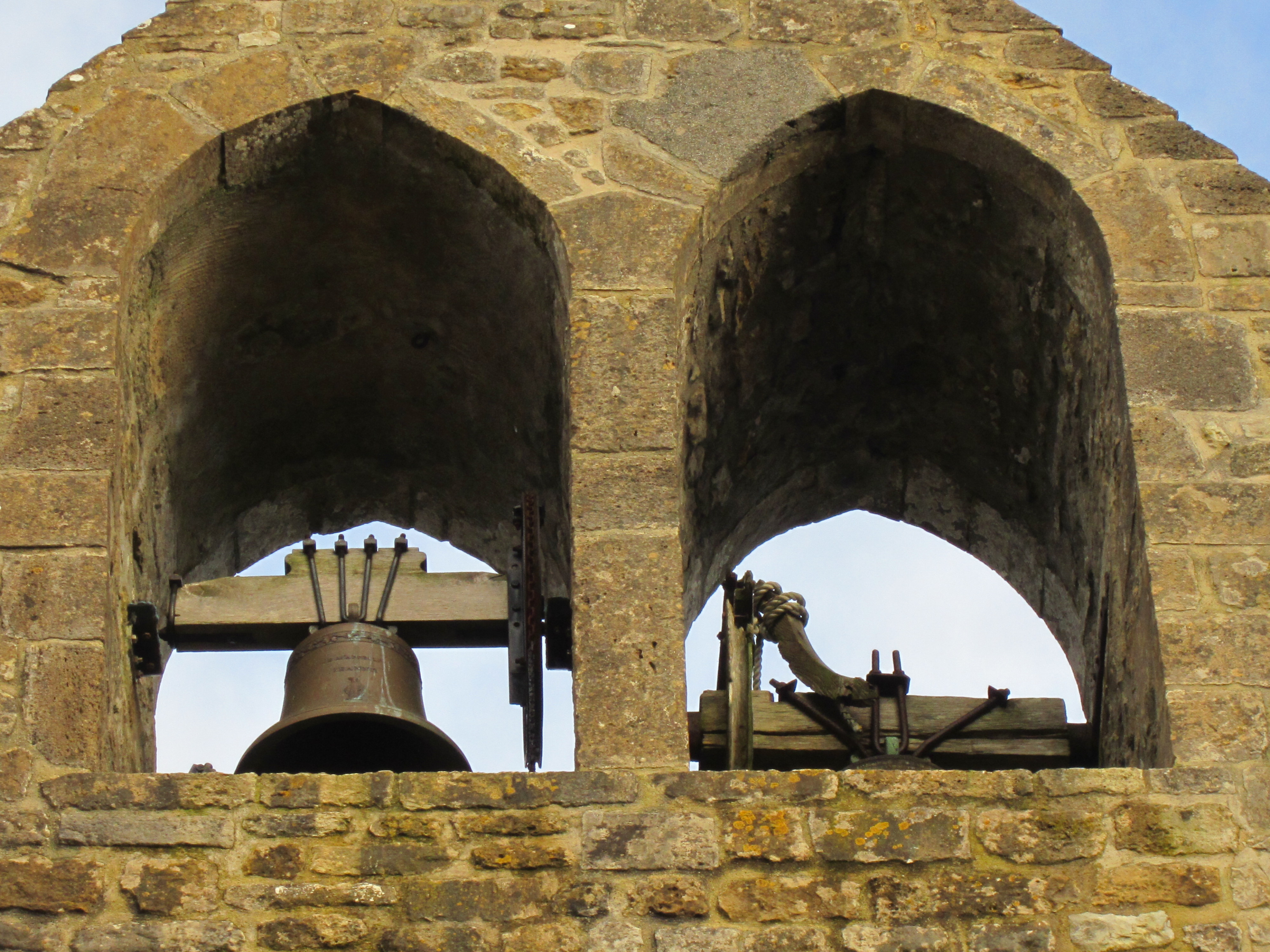
Le clocher-mur.

## Protection
L'église est inscrite au titre des monuments historiques par arrêté du 28 février 1967.

## Mobilier
L'église abrite un fragment de retable en haut-relief qui a été réemployé au verso en cadran solaire, ainsi qu'un retable de la Crucifixion, XVe siècle, un maître-autel et autels latéraux dédiés à la Vierge et à saint Sébastien du XVIIIe, un Chemin de croix du XIXe, des fonts baptismaux du XVIIe, une verrière du XVe et des statues de saint Nicolas de XVIe et saint Jacques du XVIIe.